# Adam Kalous
Adam Kalous (* 6. října 1979 Jeseník) je český politik a ekonom, v letech 2017 až 2021 poslanec Poslanecké sněmovny PČR, v letech 2016 až 2020 zastupitel Olomouckého kraje, v letech 2014 až 2018 starosta města Jeseník. Nyní působí v soukromé sféře.

## Život
Vystudoval řízení podniku a podnikové finance na Vysoké škole finanční a správní v Praze (získal titul Bc.). Magisterské vzdělání získal na Vysoké škole ekonomické v Praze, fakultě mezinárodních vztahů. (získal titul Ing.) a Univerzitě Jana Amose Komenského Praha, obor Evropská hospodářsko-správní studia (získal titul Ing.).

## Politické působení
Je členem hnutí ANO 2011. V komunálních volbách v roce 2014 byl z pozice lídra kandidátky hnutí ANO 2011 zvolen zastupitelem města Jeseník. Dne 21. listopadu 2014 se stal starostou města. Na funkci starosty města Jeseník rezignoval v únoru 2018 poté, co byl ve volbách do poslanecké sněmovny v roce 2017 zvolen poslancem PSP ČR. Jeho nástupkyní se stala Jana Konvičková. V komunálních volbách v roce 2018 obhajoval z 9. místa kandidátky hnutí ANO 2011 post zastupitele města, ale neuspěl.
V krajských volbách v roce 2016 byl za hnutí ANO 2011 zvolen zastupitelem Olomouckého kraje. Byl předsedou Výboru zastupitelstva pro rozvoj cestovního ruchu Olomouckého kraje. Ve volbách v roce 2020 obhajoval z 55. místa kandidátky post krajského zastupitelé, ale neuspěl.
Ve volbách do Poslanecké sněmovny PČR v roce 2017 byl zvolen za hnutí ANO 2011 poslancem v Olomouckém kraji, a to ze čtvrtého místa kandidátky. Byl místopředsedou Výboru pro veřejnou správu a regionální rozvoj, a členem Výboru pro evropské záležitosti. Dále byl členem komise pro kontrolu BIS a podvýboru pro dopravu.
V březnu 2019 schválila Poslanecká sněmovna jeho komplexní pozměňovací návrh novely Zákona o registru smluv. Díky této změně musí zveřejňovat uzavřené smlouvy ve veřejně přístupném registru státní a polostátní firmy jako jsou například ČEZ, ČEPS, ČD, ČD Cargo, Pražská plynárenská a další.
Jako člen kolegia ministryně pro místí rozvoj Kláry Dostálové se podílel na přijetí nového stavebního zákona – rekodifikace stavebního práva. V roce 2021 Poslanecká sněmovna schválila jeho více než 30 pozměňovacích návrhů.
Jeho poslaneckým návrhem byl schválen tzv. Zahrádkářský zákon, o kterém bývalý premiér Andrej Babiš prohlásil na plénu poslanecké sněmovny, ať poslanci raději řeší Zahrádkářský zákon než Covid.
Ve volbách do Poslanecké sněmovny PČR v roce 2021 kandidoval za hnutí ANO 2011 na 7. místě v Olomouckém kraji, ale neuspěl (skončil jako druhý náhradník).